# Turmion Kätilöt
«Turmion Kätilöt» (рус. «Акушерки Руин» или «Акушерки Крушения») — финская индастриал-метал-группа, созданная в 2003 году MC Raaka Pee и DJ Vastapallo, который в раннем составе играл только в студии. «Живой» состав включали Spellgoth, (который также был вокалистом Trollheim's Grott, финской industrial/Блэк-метал-группы), Master Bates, RunQ (Янне Тольса, который также был клавишником Tarot и Eternal Tears of Sorrow) и DQ, игравшего в «Ratta Kokkola».
Музыка «Turmion Kätilöt» отличается танцевальными ритмами, стремительными аранжировками, сильно искажённым гитарным звуком, басовыми риффами и глубоким, резким вокалом.

## История
У группы заключён контракт с лейблом Spinefarm Records, a их второй альбом, Pirun nyrkki, был выпущен 29 марта 2006. Вскоре у группы произошёл конфликт с лейблом, который привёл к иску в суд. Их новый альбом U.S.C.H.!, был опубликован в интернете для свободного скачивания 11 июня 2008. Новый сингл, Minä määrään (рус. Я управляю, Я крут), был также размещён свободно до выхода нового альбома 21 мая.
9 Марта, группа опубликовала заявление на своём веб-сайте, что проблемы между ними и их лейблом Spinefarm Records решены. U.S.C.H.! был опубликован официально с двумя бонусными треками.
В октябре 2012 года состоялись первые российские гастроли Turmion Kätilöt.
7 декабря вокалист MC Raaka Pee перенёс инсульт. Группа объявила об уходе в бессрочный отпуск, однако уже 22 января 2013 года появилась информация об улучшении состояния здоровья вокалиста, и вскоре были анонсированы новые концертные даты.
В сентябре 2013 года группа выпускает свой новый альбом Technodiktator и отправляется в концертное турне.
В 2017 году появляется информация о том, что Spellgoth покидает группу, а место второго вокалиста занимает Саку Shag-U Солин.

## Участники

### В студии
- MC Raaka Pee (Петя Турунен) — вокал
- Bobby Undertaker — гитара

### Вживую
- MC Raaka Pee (Петя Турунен) — вокал
- Shag-U (Саку Солин) — вокал
- Master Bates (Ханну Вуотилаинен)— бэк-вокал, бас-гитара
- Bobby Undertaker — гитара
- RunQ (Янне Тольса) — синтезатор, программирование
- DQ — ударные

### Бывшие участники
- DJ Vastapallo — гитара
- Spellgoth (Туомас Рюткёнен) — вокал

## Дискография

### Альбомы
- Hoitovirhe (10.12.2004) Ranka Recordings
- Pirun nyrkki (06.03.2006) Spinefarm Records
- U.S.C.H! (06.10.2008) Raha Records
- Perstechnique (06.10.2011) Osasto-A
- Mitä Näitä Nyt Oli (Best of / Compilation) (06.10.2012) Spinefarm Records
- Technodiktator (01.01.2013)
- Diskovibrator (28.09.2015)
- Dance Panique (16.03.2017)
- Universal Satan (14.09.2018)
- Global Warning (17.04.2020)
- Omen X (13.01.2023)

### EP
- Niuva 20 (01.01.2005) Spinefarm Records

### Синглы
- Teurastaja (10.12.2003)
- Verta ja lihaa (01.01.2004)
- Pirun nyrkki (01.01.2006)
- Minä määrään (01.01.2008)
- Ihmisixsixsix (06.10.2011)
- Pyhä Maa (01.01.2013)
- Jalopiina (06.10.2013)
- Vastanaineet (14.05.2015)
- Pimeyden Morsian 2016 (27.05.2016)
- Itämään tietäjä (16.12.2016)
- Surutulitus (16.12.2016)
- Dance Panique (03.03.2017)
- Hyvää Yötä (17.11.2017)
- Sikiö (20.04.2018)
- Faster than God (17.08.2018)
- Vihreät Niinyt (07.06.2019)
- Kyntövuohi (20.03.2020)
- Sano Kun Riittää (21.02.2020)

## Интересные факты
- В клипе «Verta ja Lihaa», когда девушка стреляет по машине, в которой сидят участники группы, она поднимает с пола винтовку M14, а целится из дробовика.
- Все участники группы являются ярыми поклонниками оккультизма, что находит отражение в их сценических костюмах.[источник не указан 2320 дней]